# Gerald Voß
Gerald Voß (* 26. Juni 1956) ist ein deutscher Sportwissenschaftler und Leichtathletikfunktionär.

## Leben
Voß erlangte 1982 sein Diplom an der Deutschen Hochschule für Körperkultur (DHfK) in Leipzig, das Thema seiner Abschlussarbeit lautete „Untersuchungen zur Stützzeit beim Sprint im Vorschulalter“. 1985 schloss er ebenfalls an der DHfK seine Doktorarbeit (Titel: „Zu Wechselbeziehungen zwischen Schnelligkeit und ausgewählten anderen Leistungsvoraussetzungen bei azyklischen Schnellkraftbewegungen und Möglichkeiten der Trainierbarkeit der Schnelligkeit“) und 1989 seine Promotion B (Titel: „Zu methodischen Möglichkeiten der Entwicklung der Schnelligkeit in Form neuromuskulärer Steuer- und Regelmechanismen in den Schnellkraftsportarten“) ab. Im Rahmen seiner sportwissenschaftlichen Tätigkeit an der DHfK hatte er sich unter anderem mit Aspekten der Sprungdisziplinen in der Leichtathletik befasst.
In den 1990er Jahren veröffentlichte Voß mehrere Aufsätze in der Zeitschrift Leistungssport, in denen er unter anderem die „Ausbildung elementarer neuromuskulärer Bewegungsprogramme“, den „Zusammenhang zwischen der Ausbildung elementarer Leistungsvoraussetzungen und der Leistungsentwicklung“ und gemeinsam mit Frank Lehmann neue Trainingsmethoden in den Stützphasen in den Sprint- und Sprungdisziplinen der Leichtathletik thematisierte. Hinzu kamen trainingswissenschaftliche Beiträge in den Zeitschriften Die Lehre der Leichtathletik sowie Leichtathletiktraining: die Lehre der Leichtathletik.
Er baute ein Unternehmen auf, mit dem er sportwissenschaftliche Dienstleistungen – unter anderem Messplatzuntersuchungen – anbot und Geräte vertrieb. Voß arbeitete unter anderem mit Sportverbänden, Olympiastützpunkten und Einzelsportlern zusammen. Als Referent zu sportwissenschaftlichen Themen leitete Voß Seminare und Vorträge an Universitäten, Sportverbänden, sportwissenschaftlichen Einrichtungen und Ausbildungsstätten. Zudem wurde er als Mitarbeiter des sportwissenschaftlichen Anbieters Universum Private Berufsbildungs-Akademie GmbH tätig.
Als Verfasser sportwissenschaftlicher Lehrbücher brachte er 1992 gemeinsam mit Monika Bauersfeld das Buch „Neue Wege im Schnelligkeitstraining“ heraus. Er gehörte zu den Autoren des 2007 veröffentlichten Buches „Herausforderung Schnelligkeitstraining“ sowie des in mehreren Auflagen erschienenen Werkes „Grundlagen der Leichtathletik: Das Standardwerk für Ausbildung und Praxis“.
Voß trieb lange Handball, Volleyball sowie Basketball und wurde als Trainer und Funktionär insbesondere in der Leichtathletik tätig. 1994 wurde er Übungsleiter im SV Frischauf 1892 Doberschütz beziehungsweise im LC Eilenburger Land sowie Vizepräsident des Vereins. 2011 trat er das Amt des Vizepräsidenten Leistungssport im Leichtathletik-Verband Sachsen (LVS) an. 2013 wurde er mit der LVS-Ehrennadel in Silber und 2017 in Gold ausgezeichnet. Später wurde er Vorsitzender des LC Eilenburger Land.